# تايرت
لهجة تايَرْت من اللهجات المتفرعة عن لهجة تماجق، ويتحدث بها طوارق منطقة أغاديس في النيجر.